# Kultura andronowska

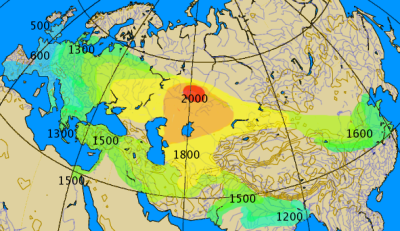
Kultura andronowska, okres wczesny, ok. 2000 p.n.e. (kolor czerwony) i ok. 1800 p.n.e. (kolor pomarańczowy)

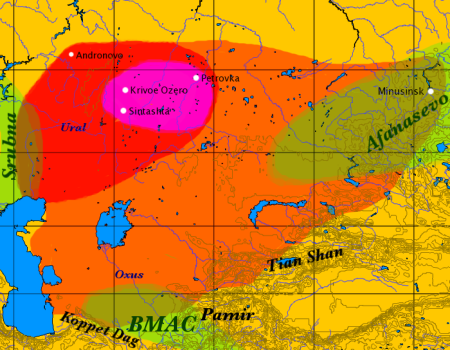
Zasięg kultury andronowskiej

Kultura andronowska – kultura archeologiczna epoki brązu, rozwijająca się w zachodniej Syberii i Kazachstanie w II tysiącleciu i na początku I tysiąclecia p.n.e.

## Nazwa
Nazwa kultury pochodzi od stanowiska archeologicznego w miejscowości Andronowo (55°33′19″N 90°02′17″E/55,555278 90,038056), gdzie w 1914 odkryto kilkanaście miejsc pochówków zawierających szkielety ludzi w postawie skulonej z bogato dekorowaną ceramiką.

## Zasięg
Kultura andronowska obejmowała tereny od Uralu i Wołgi na zachodzie do Jeniseju i rejonu Minusińska na wschodzie oraz od Kopet Dag, Pamiru i Tienszanu na południu do granicy (dość niewyraźnie się zaznaczającej) strefy tajgi na północy.

## Geneza
Ludność kultury andronowskiej pod względem antropologicznym reprezentowała cechy europeidalne. Dokładna interpretacja lingwistyczna tej kultury pod kątem pochodzenia i chronologii jest sprawą niejasną i dyskusyjną.
Według Anatola Klosowa, który swoje badania oparł na datowaniu szczątków kopalnych z wykrytą haplogrupą Y-DNA R1a1, ok. 2300 p.n.e. odłam ludu indosłowiańskiego przemieścił się na wschód, na teren dzisiejszego Kazachstanu i południowego Uralu, tworząc tam kulturę andronowską.

## Osiedla

Andronowska ceramika

Ludność kultury andronowskiej żyła w osiedlach, otoczonych wałem obronnym i rowem, nad brzegami małych rzek, gdzie istniały dogodne warunki do hodowli i uprawy roli. Domy miały charakter półziemianek.
Wyróżnia się 2 typy tych osiedli:
- małe, składające się z kilkunastu drewnianych domów i
- większe, posiadające od 20 do 100 domów.

W większości osad znajdowało się 10–20 dużych półziemianek, a każda z nich zamieszkiwana była tylko przez jedną, ale za to liczną rodzinę (30-50 osób). Wszystkie półziemianki, łącznie z przyległymi łąkami, gruntami ornymi, pastwiskami i cmentarzem należały do jednego rodu. Osiedla były budowane na planie prostokąta, a domy były usytuowane według następujących schematów:
- domy ustawione wzdłuż brzegu rzeki,
- domy ustawione wzdłuż głównej ulicy,
- domy budowane w 2 rzędach w osiedlach o kształcie prostokąta lub półokręgu.

## Podstawy gospodarcze

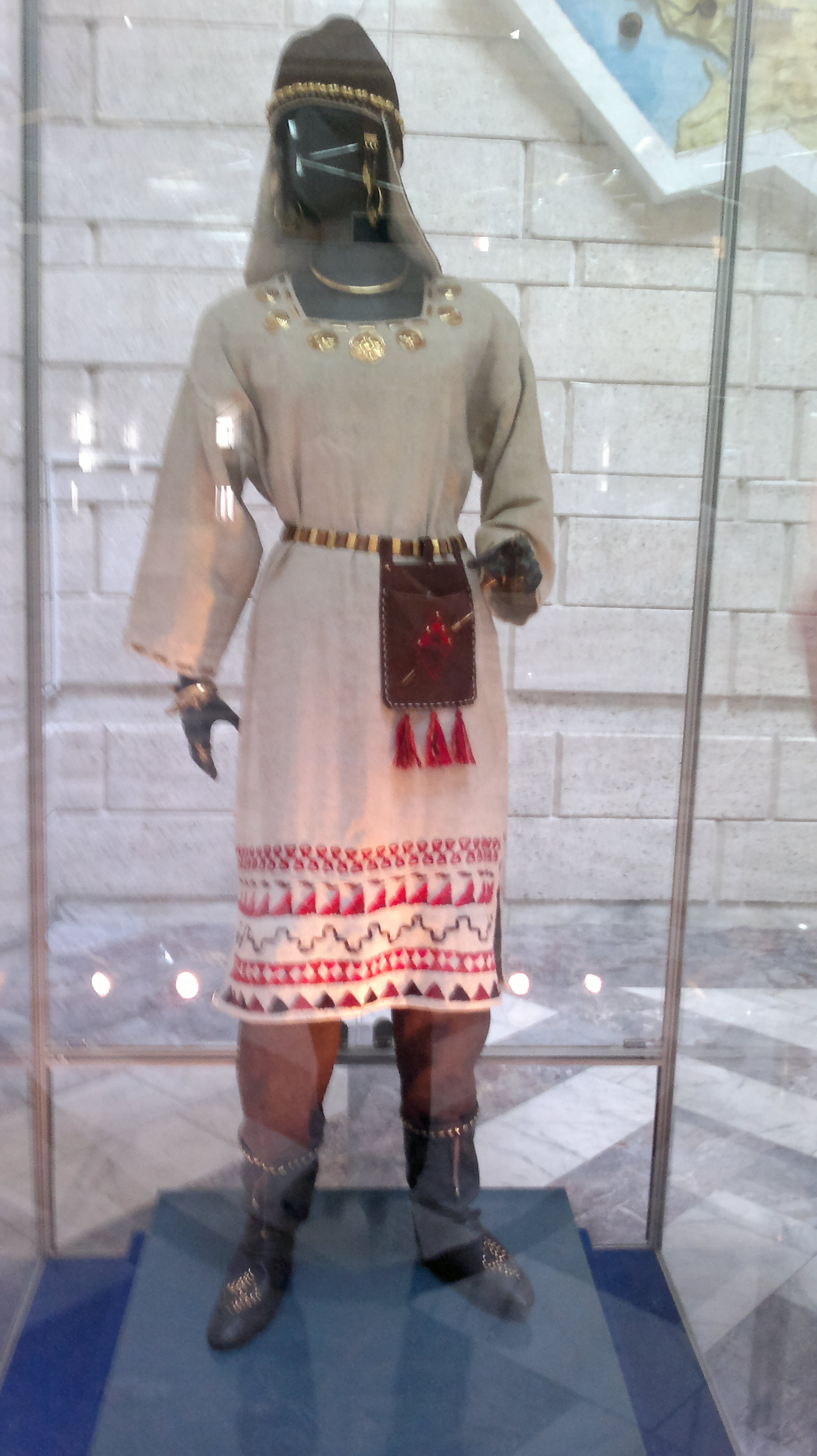
Rekonstrukcja stroju kobiecego z kultury andronowskiej

Głównym zajęciem ludności była hodowla zwierząt – koni i bydła rogatego. Pogłowie bydła było naturalnie ograniczone powierzchnią przyległych pastwisk, które były stosunkowo szybko wyczerpywane i wydeptywane. Co 20–25 lat mieszkańcy osady opuszczali zasiedziałe miejsca i przesiedlali się na nowe ziemie. Od XV wieku p.n.e., a zasadniczo na przełomie II i I tysiąclecia p.n.e. styl życia ludności zmienia się z osiadłego w koczowniczy – pojawiają się nieobwarowane osiedla oraz nowa forma chowu bydła – przepędzanie z jednego pastwiska na drugie.
Ludność zajmowała się także myślistwem, zbieractwem i rybołówstwem. Rozwinęło się także rzemiosło i metalurgia brązu.
Z brązu wyrabiano broń i narzędzia lane i kute, odznaczające się oryginalną formą i bogatym zdobnictwem. Centra metalurgii znajdowały się na Uralu, w Kazachstanie, zachodniej Syberii i górach Ałtaj i chociaż tereny te były znacznie od siebie oddalone, to sposób produkcji był zadziwiająco jednolity. Plemiona kultury andronowskiej zamieszkujące południowy Ural zaopatrywały w brąz Powołże, z którym istniały stałe drogi wymiany.
Ceramikę kultury andronowskiej zdobią głównie wzory geometryczne – zygzaki, trójkąty, meandry.

## Gałęzie kultury andronowskiej
Na podstawie wykopalisk wyróżnia się kilkanaście kulturowych linii ewolucji kultury andronowskiej, w tym:
- Sintaszta-Petrowka-Arkaim (2200–1600 p.n.e.),
- Sintaszta gród (1800 p.n.e.),
- Arkaim grodzisko (1700 p.n.e.),
- Alakul (2100–1400 p.n.e.),
- Fiedorowo (1400–1200 p.n.e.),
- Aleksiejewka (1200–1000 p.n.e.).

Zostały one wyróżnione na podstawie wyglądu ceramiki, używanych narzędzi i rytuałów pogrzebowych.

## Rytuały pogrzebowe
Na cmentarzyskach występują głównie groby ziemne obłożone kamieniami, kurhany znane są tylko w zachodnich rejonach kultury andronowskiej. W pobliżu cmentarzysk spotyka się miejsca składania ofiar, co dowodzi rozwiniętego kultu przodków, a znaki krzyża wpisanego w koło wskazują na istnienie kultu słońca. Różne rytuały pogrzebowe były, jak wspomniano wyżej, jednym z wyróżników gałęzi ewolucyjnych kultury andronowskiej. Przykładowo, ludzie z Alakułu chowali swoich zmarłych w postawie skulonej na dnie wykopu. Rytuał z Fiedorowa związany był z kremacją, a otrzymany popiół grzebano w grobach, nad którymi sypano nasypy kurhanowe. Pomiędzy tymi odmianami było jeszcze kilkanaście różnych form przejściowych.